# Cosas insignificantes
Cosas insignificantes és una pel·lícula mexicana, dirigida per Andrea Martínez Crowther, protagonitzada per Paulina Gaitán, Barbara Mori, Fernando Luján, Blanca Guerra, Carmelo Gómez i Lucía Jiménez. La seva estrena al principi era per a finals de 2008, però no es va estrenar sld cinemes mexicans fins al divendres 17 d'abril de 2009.

## Sinopsi
Esmeralda és una nena de tretze anys que col·lecciona compulsivament objectes perduts. oblidats o llençats per gent que no coneix i els guarda en una caixa sota el llit. Tres d'aquestes coses (un paper amb un número de telèfon anotat, un cavallet marí de paper i una fletxa de colors molt vius) amaguen tres històries: la d'un psicòleg fart de la seva solitud, un metge incapaç de superar un xoc emocional que ha congelat la seva relació de parella, i una mare que comença a ser-ho quan descobreix la gravíssima malaltia del seu fill. A més, les seves vides i la de la nena es creuen a la Ciutat de Mèxic,

## Repartiment
- Paulina Gaitán com Esmeralda
- Fernando Luján com Augusto Gabrieli.
- Barbara Mori com Paola.
- Arturo Ríos com Tomás.
- Lucía Jiménez com Eli.
- Blanca Guerra com Mara.
- Carmelo Gómez com Iván

## Producció
La pel·lícula és produïda per Guillermo del Toro, Luis de Val i Bertha Navarro. La Música original va ser creada per Leonardo Heiblum i Jacobo Lieberman. L'Edició va ser a càrrec d'Ángel Hernández Zoido.

## Sortida a la venda
La pel·lícula va sortir a la venda en DVD, a Mèxic a principis de setembre de l'any 2009. En la Pàgina de la botiga mexicana de discos i pel·lícules, Mixup, va ser una de les recomanacions a comprar del mes de setembre.

## Premis
Fou exhibida al 61è Festival Internacional de Cinema de Canes i a la secció Zabaltegi del Festival Internacional de Cinema de Sant Sebastià 2008. Va guanyar el premi de l'audiència al Festival Internacional de Cinema Llatinoamericà de Biarritz de 2008. I en la LII edició dels Premis Ariel Paulina Gaitán fou nominada a Millor actriu.